# Axcom
Axcom, formellt AxCom, var ett distributionsföretag inom telekom-branschen som ingick i Axel Johnson Gruppen. Brittiska 20:20 Mobile Group köpte Axcom 2007 och 2009 ändrades namnet till 20:20 Mobile (SWE) AB. AxCom hade sitt huvudkontor och lager i Kista.